# 三号爆弾
三号爆弾（さんごうばくだん）とは、大日本帝国海軍で開発・使用された親子爆弾（クラスター爆弾）の一種。

## 概要
空対空兵器としてとらえられることが多いが、開発当初の目的は飛行場破壊用のクラスター爆弾であった。戦況の悪化と重爆撃機に対する迎撃の必要性から対空任務へと転用された。
この爆弾は、一つの親爆弾の内部に多数の弾子と呼ばれる子爆弾を内蔵しており、弾底に炸薬と遅延信管を装着していた。投下すると所定の秒時後に信管が作動、爆弾内部の炸薬が爆発して弾子を射出する。弾子の速度は150m/sから300m/sに達した。散開角度は100度から60度の円錐状である。この角度のことを日本海軍では束藁角と称した。投下後、弾子は数十秒燃焼しつつ飛散し、対象に命中すると焼夷効果を発揮する。主剤には多硫化合成ゴムを混合したテルミット、または黄燐を用いた。子爆弾が燃えながら飛散する時、放射状に白煙を曳く様を見て、戦闘機搭乗員は「タコ」「タコ爆弾」と呼称した。
親爆弾の重量は約30kgから250kgである。主として戦闘機の翼下に懸吊する形で装備された他、飛行場攻撃や舟艇攻撃にも用いられた。半径 100 m、高さ 50 m - 70 m の円柱状範囲内で有効であったといわれる。タ弾と同じように敵の上方1,000m程度より未来位置を予測して投下するという方法であったが、近接信管を開発できなかった日本では時限信管を用いていたため、有効な位置に投下することが難しいものであった。日本海軍のトップ・エースの一人である岩本徹三はこの兵器の扱いに優れ、彼が指揮したラバウルやトラック島付近での邀撃戦で多くの戦果を挙げたとされるが、これは彼の高い技量がもたらした例外的な事例だった。
一度で撃墜できなくても編隊を崩すことが出来るため、対策に苦慮していたB-29に対しては三号爆弾で編隊を乱してから損傷・落伍した機を攻撃するという戦法も行われていた。
三号爆弾と同様の効果と作動原理をもつ対空兵器として、戦艦等の主砲より発射する三式弾が存在する。

## 種類
三号爆弾には数種類が存在した。
- 九九式三番三号爆弾

昭和14年頃から対地攻撃用のクラスター爆弾として爆撃試験を開始。飛行場攻撃用として研究を進めていた。昭和15年に制式化された。尾翼と中翼がねじられており、空中で回転して弾道を安定させる意図があった。
九九式三番三号爆弾は全長693mm、最大径147mm、全備重量33.72kg。形状は前端が涙滴状、弾体中央部が円筒形状、後端が円錐状である。爆弾後部には中途から浅い角度で折られた尾翼がスポット溶接され、尾翼と尾翼は補強のための棒で接続されている。この尾翼は翼に当たる風圧で爆弾へ回転力を与えた。弾体中央部にもまた、中央軸に対し、浅く角度をつけて中翼が溶接された。爆弾に加えられた回転力は信管の解除、弾子の放出に利用される。後端の円錐部分には遅延信管が装着され、また、弾子を放出するための炸薬として、下瀬火薬または九八式爆薬1.513kgを充填した。この炸薬の一部は弾体中央部の中央軸へ棒状に充填された。弾体内部には黄燐を主剤とする弾子が144個内蔵され、使用した黄燐重量は合計5kgである。薬缶重量1.293kg。
昭和18年6月には信管に九九式三号爆弾信管改一を使用した。この遅延信管と発火装置は弾底に装備した。弾尾から炸薬が炸裂し弾子を放出する。散開角度は100度、射出速度は150m/s。生産数量は1943年に500発、1943年には25,000発、1945年に50,000発。弾子としては1943年から44年にかけ、16,000個の弾子入黄燐焼夷缶が製造された記録がある。
この爆弾の信管の調整は、飛行機の発進前に地上で行われた。空中投下の場合には、機速によって信管の安全解除の秒時が5秒～7秒と変化する欠点があった。他にも信管の発火時期に誤差が生じ、高高度では爆発のズレが500mに及んだことが報告されている。
- 三式六番三号爆弾

昭和19年6月実験終了。昭和19年10月から部隊へ配備された。
前端は円錐、弾体中央部は円筒状、後端は円錐形状をしている。爆弾尾部の翼はねじられており、最後尾には尾翼をまとめるリング状の翼がついた。弾体の前端部には木製のコーンが詰められている。後端円錐部分は弾子射出用の炸薬が充填され、後端に信管が装着された。弾体中央部分には弾子270個が集束されており、爆弾の中央軸には、棒状に整形された九八式爆薬が配置された。炸薬重量は合計で6.17kg。
本爆弾の全備重量は56.6kgである。遅延信管によって弾体中央部と後端の九八式爆薬を炸裂させ、弾子を300m/sで射出する。散開角度は90度だった。弾子には合計で5kgの黄燐が充填された。高空では信管内部の機械油が凍結し誤作動を起こした。また高空という条件から空気密度が薄くなり、ねじれ尾翼の発生する圧力も低下した。これにより投下後の爆弾の回転率が下がったことから、信管内部のローターが安全装置を解除するタイミングが遅れる不具合が生じた。昭和20年に信管を改良、ローターを安全針式へ変更した。
- 二式二五番三号爆弾

昭和17年頃から開発に着手。昭和18年1月ごろから生産を開始、同月中には300発の生産が目指された。制式名称は二式二五番三号爆弾一型である。生産時に安全性の向上を図った型が製造され、二式二五番三号爆弾一型改一と呼ばれた。全備重量246kg。尾翼がねじられており、投下後に風圧で自転する。内部に焼夷弾子780個から800個を内蔵した。弾子は全長10cmのパイプ状で、内部にチオコールテルミット（多硫化系人造ゴム）を充填した。信管は弾底に装備された。遅延信管が爆発すると弾子が直径300mの範囲で射出される。弾子は20秒間燃焼した。
昭和19年6月、二式二五番三号爆弾二型が採用された。この爆弾は全備重量251.8kgである。弾体内部に黄燐56kgを主剤とする弾子1,086個を内蔵した。九八式爆薬8.53kgを射出のために内蔵し、弾子は散開角度60度で撃ち出された。
アメリカ軍の戦後調査では以下の数量の三号爆弾が生産されたとされる。1942年、300発。1943年、5,500発。1944年、8,800発、1945年、420発。ただしアメリカ軍の調査には、生産に深く関連していない人物に尋問を行って報告書を作成するなどの不備も多く、正確さには注意が必要である。